# 濱野貴敏
濱野 貴敏（浜野 貴敏、はまの たかとし、1973年 - ）は、フジテレビ編成制作局制作センター第2制作室部長職企画担当。

## 来歴・人物
埼玉県出身、慶應義塾大学卒業後、1996年フジテレビ入社。
かつては荒井昭博、石井浩二の下でバラエティ番組のディレクター・プロデューサーを担当した。
2002年〜2007年7月および2012年8月〜2014年6月までは編成部に所属。
2014年7月からは再び制作に復帰し、現在はチーフプロデューサーとして「AKB48の番組」「おーい!ひろいき村」「痛快TV スカッとジャパン」 「もしもツアーズ」などを担当している。
2016年6月28日付で編成制作局バラエティ制作センターから制作局第2制作センターに改称したが、2017年7月1日付で現名称に再改称。
2018年5月頃からは一部の担当番組を木月洋介、2019年4月からは朝妻一チーフプロデューサーに引き継ぎ、その番組は制作統括（≒ゼネラルプロデューサー）に昇進した。
2020年10月1日付で制作現場（チーフプロデューサー、ゼネラルプロデューサー）を離れた。

## 現在の担当番組

### 制作統括
特番
- ウンナン出川バカリの超!休み方改革（2018年5月4日 - ）[2]
- 世界の21世紀職人（2018年6月22日 - ）[2]
- 初対面トークショー!! 内村カレンの相席どうですか（2018年7月13日 - ）
- 有吉の夏休み（2019年9月7日 - ）[2]
- 爆笑問題の天国が地獄（2019年12月27日 - ）
- 前人未答〜過酷すぎて誰もやらない挑戦〜（2020年1月1日 - ）
- 数字でわかる芸能人 数字の神様（2020年4月1日 - ）
- 参りました!貧ぼっちゃまの大発明（2020年7月24日 - ）

### チーフプロデューサー
特番
- なるほど!ザ・ワールド 復活SP（2015年秋 - 、以前は編成 → プロデューサー）

## 過去の担当番組

### 制作統括
レギュラー
- 今日から友達になれますか?
- 今夜はナゾトレ（2018年6月5日 - 2020年9月）[2]
- 痛快TV スカッとジャパン（2018年5月21日 - 2020年9月）[2]
- ネタパレ（2018年6月22日 - 2020年9月）[2]
- キスマイ超BUSAIKU!?（2019年9月5日 - 2020年9月）
- もしもツアーズ（2019年4月6日 - 2020年9月26日、以前は演出・プロデューサー → 2015年1月 - 2019年3月までCP）[2]
- 有吉くんの正直さんぽ（2019年6月1日 - 2020年9月、月2回放送）[2]
- 超逆境クイズバトル!! 99人の壁（2018年8月15日・10月20日 - 2020年9月19日）[2]
- 久保みねヒャダこじらせナイト（2019年8月16日 - 2020年9月、月1回放送）

特番
- 世界で一番怖い答え
- 人間性暴露ゲーム 輪舞曲〜RONDO〜（2019年10月11日 - 2020年2月14日）
- 開運!!バナナバカリぶらり
- 出川と爆問田中と岡村のスモール3（2020年3月7日）
- アンタッチャブルのおバカワいい映像バトル（2020年3月17日 - 8月23日）

### チーフプロデューサー
レギュラー
- アナ★バン!
- ヤマサキパン
- 天使の美容室〜髪が乾くまで…〜
- ※AKB調べ
- 僕らが考える夜
- おーい!ひろいき村
- 淳・ぱるるの○○バイト!
- 正直さんぽ
- 人気者から学べ そこホメ!?
- 指原カイワイズ
- さしこく〜サシで告白する勇気をあなたに〜
- 優しい人なら解ける クイズやさしいね
- 真夜中
- 超ハマる!爆笑キャラパレード
- クジパン
- FUJIYAMA FIGHT CLUB
- ジャニーズJr.dex（月一回放送）
- 深夜喫茶スジガネーゼ
- 白昼夢
- ミライ☆モンスター（2014年11月2日 - 2020年10月4日、以前は協力プロデュース → プロデューサー）

特番
- AKB48選抜総選挙 生放送SP（一時期はプロデューサーとして担当）
- 中居正広の終活って何なの!?〜僕はこうして死にたい〜
- FNS27時間テレビフェスティバル!（総合プロデューサー）
- 爆笑問題の超!ネコ学〜ネコのこと知ってるつもり〜
- 新春 鶴瓶大新年会（2017・2018年）
- 最強運芸能人決定戦。（2017・2018年）
- アッコ×ピン子 はじめての2人旅2017夏
- 滝沢カレン一座

### プロデューサー
レギュラー
- 森田一義アワー 笑っていいとも!（以前はディレクター → 編成 → 制作進行 → 協力P）
- タモリのジャポニカロゴス
- 全国一斉!日本人テスト
- (株)世界衝撃映像社
- ナダールの穴
- カトパン
- ミオパン
- ミタパンブー
- 女子高警察（協力プロデュース）
- ワンダフルライフ（協力プロデュース）
- 恋愛総選挙
- AKBでアルバイト

特番
- 世界の絶景100選
- タモリのヒストリーX
- 笑っていいとも!年忘れ特大号!（以前はディレクター → 編成 → 制作進行 → 協力P）
- 夜の笑っていいとも!春・秋のドラマ特大号（協力プロデューサー）
- 草彅剛の女子アナスペシャル
- FNS5000番組10万人総出演! がんばった大賞
- FNS27時間テレビ
  - FNS27時間テレビ 笑っていいとも! 真夏の超団結特大号!! 徹夜でがんばっちゃってもいいかな?
  - 武器はテレビ。SMAP×FNS 27時間テレビ（本部プロデューサー）

### ディレクター
レギュラー
- デリバリー・スマップ デリ!スマ
- BACK-UP!
- TV's HIGH

### 編成・編成企画
レギュラー
- ハッピーボーイズアワー爆笑おすピー問題!
- 爆笑おすピー大問題!!
- パンドラの秘宝〜クセになる世界TVウォッチ!
- SMAP×SMAP
- AKB自動車部
- スナック喫茶エデン
- 爆笑 大日本アカン警察
- HEY!HEY!HEY! MUSIC CHAMP
- めちゃ×2イケてるッ!
- ジェネレーション天国
- ワラッタメ天国

特番
- タモリの未来予測TV
- 最強運芸能人決定戦。
- 笑っていいとも!新春祭
- タモリ・中居のドラマチック・リビングルーム
- ジャイアントキリング
- お客様は王様かよっ!?
- 初詣!爆笑ヒットパレード
- Dr.スランプアラレちゃんSP 〜うほほ〜い!帰ってきちったの巻〜